# Winter-Paralympics 2018/Skilanglauf
Bei den XII. Winter-Paralympics wurden zwischen dem 11. und 18. März 2018 im Alpensia Biathlon Centre 20 Skilanglauf-Wettbewerbe ausgetragen.

## Medaillenspiegel
| Platz | Land                            | Gold | Silber | Bronze | Gesamt |
| ----- | ------------------------------- | ---- | ------ | ------ | ------ |
| 1     | Vereinigte Staaten              | 4    | 3      | 2      | 9      |
| 2     | Kanada                          | 4    | 1      | 5      | 10     |
| 3     | Ukraine                         | 3    | 2      | 3      | 8      |
| 4     | Belarus                         | 3    | 2      | 1      | 6      |
| 5     | Neutrale paralympische Athleten | 2    | 4      | 3      | 9      |
| 6     | Frankreich                      | 1    | 1      | 1      | 3      |
| 7     | Japan                           | 1    | 1      | —      | 2      |
| 8     | Südkorea                        | 1    | —      | 1      | 2      |
| 9     | Kasachstan                      | 1    | —      | —      | 1      |
| 10    | Deutschland                     | —    | 3      | 1      | 4      |
| 11    | Norwegen                        | —    | 2      | 2      | 4      |
| 12    | Schweden                        | —    | 1      | —      | 1      |
| 13    | Finnland                        | —    | —      | 1      | 1      |
| 13    | Österreich                      | —    | —      | 1      | 1      |

## Frauen
| Disziplin               | Klasse        | Gold                  | Gold          | Silber                | Silber        | Bronze              | Bronze        |
| 11. März 2018           | 11. März 2018 | 11. März 2018         | 11. März 2018 | 11. März 2018         | 11. März 2018 | 11. März 2018       | 11. März 2018 |
| ----------------------- | ------------- | --------------------- | ------------- | --------------------- | ------------- | ------------------- | ------------- |
| 12 km                   | sitzend       | Kendall Gretsch       | 38:15,9       | Andrea Eskau          | 38:48,3       | Oksana Masters      | 39:04,9       |
| 12. März 2018           |               |                       |               |                       |               |                     |               |
| 15 km Freistil          | sehbehindert  | Swjatlana Sachanenka  | 49:11,7       | Oksana Schyschkowa    | 49:15,5       | Michalina Lyssowa   | 52:29,2       |
| 15 km Freistil          | stehend       | Jekaterina Rumjanzewa | 49:37,6       | Anna Milenina         | 50:55,6       | Ljudmyla Ljaschenko | 51:06,6       |
| 14. März 2018           |               |                       |               |                       |               |                     |               |
| 1,1 km Sprint           | sitzend       | Oksana Masters        | 4:06,7        | Andrea Eskau          | 4:08,8        | Marta Sainullina    | 4:10,4        |
| 1,5 km Sprint klassisch | sehbehindert  | Swjatlana Sachanenka  | 4:29,9        | Michalina Lyssowa     | 4:44,0        | Oksana Schyschkowa  | 4:45,6        |
| 1,5 km Sprint klassisch | stehend       | Anna Milenina         | 5:11,1        | Vilde Nilsen          | 5:14,2        | Natalie Wise        | 5:14,3        |
| 17. März 2018           |               |                       |               |                       |               |                     |               |
| 5 km                    | sitzend       | Oksana Masters        | 16:42,0       | Andrea Eskau          | 16:53,5       | Marta Sainullina    | 17:25,4       |
| 7,5 km klassisch        | sehbehindert  | Swjatlana Sachanenka  | 22:19,3       | Michalina Lyssowa     | 22:55,6       | Carina Edlinger     | 23:22,9       |
| 7,5 km klassisch        | stehend       | Natalie Wilkie        | 22:12,2       | Jekaterina Rumjanzewa | 22:13,8       | Emily Young         | 22:13,9       |

## Männer
| Disziplin               | Klasse        | Gold               | Gold          | Silber                 | Silber        | Bronze                     | Bronze        |
| 11. März 2018           | 11. März 2018 | 11. März 2018      | 11. März 2018 | 11. März 2018          | 11. März 2018 | 11. März 2018              | 11. März 2018 |
| ----------------------- | ------------- | ------------------ | ------------- | ---------------------- | ------------- | -------------------------- | ------------- |
| 15 km                   | sitzend       | Maxym Jarowyj      | 41:37,0       | Daniel Cnossen         | 42:20,7       | Sin Eui-hyun               | 42:28,9       |
| 12. März 2018           |               |                    |               |                        |               |                            |               |
| 20 km Freistil          | sehbehindert  | Brian McKeever     | 46:02,4       | Juryj Holub            | 47:07,5       | Thomas Clarion             | 47:24,4       |
| 20 km Freistil          | stehend       | Ihor Reptjuch      | 44:52,4       | Benjamin Daviet        | 46:48,9       | Håkon Olsrud               | 47:10,6       |
| 14. März 2018           |               |                    |               |                        |               |                            |               |
| 1,1 km Sprint           | sitzend       | Andrew Soule       | 3:31,4        | Dsmitryj Loban         | 3:31,4        | Daniel Cnossen             | 3:31,8        |
| 1,5 km Sprint klassisch | sehbehindert  | Brian McKeever     | 4:03,2        | Zebastian Modin        | 4:05,7        | Eirik Bye                  | 4:32,7        |
| 1,5 km Sprint klassisch | stehend       | Alexander Koljadin | 4:19,7        | Yoshihiro Nitta        | 4:20,5        | Mark Arendz Ilkka Tuomisto | 4:20,8        |
| 17. März 2018           |               |                    |               |                        |               |                            |               |
| 7,5 km                  | sitzend       | Sin Eui-hyun       | 22:28,4       | Daniel Cnossen         | 22:33,7       | Maxym Jarowyj              | 22:39,9       |
| 10 km klassisch         | sehbehindert  | Brian McKeever     | 23:17,8       | Jake Adicoff           | 24:31,3       | Juryj Holub                | 24:37,1       |
| 10 km klassisch         | stehend       | Yoshihiro Nitta    | 24:06,8       | Hryhorij Wowtschynskyj | 24:15,5       | Mark Arendz                | 24:27,1       |

## Staffeln
| Disziplin                 | Gold          | Gold          | Silber        | Silber        | Bronze        | Bronze        |
| 18. März 2018             | 18. März 2018 | 18. März 2018 | 18. März 2018 | 18. März 2018 | 18. März 2018 | 18. März 2018 |
| ------------------------- | ------------- | ------------- | ------------- | ------------- | ------------- | ------------- |
| 4 × 2,5 km Mixed-Staffel  | Ukraine       | 24:31,9       | Kanada        | 25:21,9       | Deutschland   | 25:25,3       |
| 4 × 2,5 km Offene Staffel | Frankreich    | 22:46,6       | Norwegen      | 23:09,1       | Kanada        | 23:52,4       |

## Sonstiges
Die nordkoreanischen Teilnehmer Kim Jong Hyon und Ma Yu Chol waren die ersten Sportler ihres Landes, die bei Paralympischen Winterspielen antraten. Beide Athleten hatten erst im Januar 2018 in Oberried ihr Wettkampfdebüt gegeben. Die Delegation Nordkoreas wurde von vier Begleitläufern, vier Mitgliedern des Nationalen Paralympischen Komitees und 14 Betreuern komplettiert.